# Gymnocanthus herzensteini
Gymnocanthus herzensteini är en fiskart som beskrevs av Jordan och Starks, 1904. Gymnocanthus herzensteini ingår i släktet Gymnocanthus och familjen simpor. Inga underarter finns listade i Catalogue of Life.